# Detektyw Bogi
Detektyw Bogi (ang. Detective Bogey) – hiszpański serial animowany wyprodukowany w latach 1994-1996 przez Neptuno Films.

## Fabuła
Przygody nieustraszonego detektywa robaka o imieniu Bogi, który musi pokrzyżować plany złowrogiego gangstera doktora Siniestra. Historie opowiadane w czystym stylu czarnego kina.

## Wersja polska
W Polsce serial był emitowany w Telewizji Regionalnej. Pierwszy odcinek wyemitowano 11 maja 1998.